# Wulfnoth Cild
Wulfnoth Cild (... – 1014 circa) è stato un nobile anglosassone.
Fu thegn del Sussex; secondo gli storici era padre di Godwin del Wessex e quindi nonno di re Harold Godwinson. È noto che il padre di Godwin aveva il nome di Wulfnoth e secondo lo storico Frank Barlow i massicci possedimenti di Godwin nel Sussex dimostrano senza ombra di dubbio che il Wulfnoth in questione era un theng del Sussex.
Nel 1008 re Etelredo II d'Inghilterra ordinò la costruzione di una flotta e l'anno successivo 300 navi si radunarono a Sandwich, nel Kent, per fronteggiare un'invasione dei vichinghi. Lì Brihtric, fratello di Eadric Streona, accusò Wulfnoth davanti al sovrano, ingiustamente secondo Giovanni di Worcester. Wulfnoth fuggì poi con venti navi, devastando la costa meridionale. Brihtric lo inseguì con ottanta navi, ma la sua flotta fu attaccata e incendiata da Wulfnoth. La fotta, ormai decimata, dovette ritirarsi a Londra e così i vichinghi poterono invadere il Kent senza incontrare resistenze. A seguito di questi eventi quasi sicuramente Æthelred confiscò le terre di Wulfnoth.